# Amaral (calciatore 1986)
William José de Souza, meglio noto come Amaral (Goiânia, 7 ottobre 1986), è un ex calciatore brasiliano, di ruolo centrocampista.

## Caratteristiche tecniche
È un mediano.

## Carriera
È cresciuto nelle giovanili del Goiás, con cui ha collezionato 214 presenze.